# Karmati
Karmati (arapski: قرامطة) Qarāmita "Oni koji pišu malim slovima"; ponekad navođeni i kao Karmatijanci - šijitska ismailitska grupa u istočnoj Arabiji, poznata po pokušaju stvaranja utopističke države republikanskog uređenja, odnosno dugotrajnoj pobuni protiv Abasidskog Kalifata. 
Država, koja je uspostavljena 899., obogatila se trgovinom robljem, ali i pljačkom gdje su joj posebna meta bili hodočasnici u Meku. Godine 930., karmatski je vođa Ṭāhir Sulaymān, uspio napasti i nakratko osvojiti Meku i ukrasti dio Ćabe, te oskvrnuti izvor Zemzem truplima ubijenih hodočasnika. 
Karmati su se odlikovali ne samo neuobičajenim društvenim uređenjem za tadašnje doba, nego i neobičnim religijskim konceptima. Oko 1067. slomljeni su i prestaju biti važan faktor, iako će se manje karmatske zajednice spominjati i u 14. stoljeću.